# Кривонос, Игорь Васильевич
Игорь Васильевич Кривонос (род. 27 июня 1952) — советский и украинский кинооператор. С 1990 года член Союза кинематографистов СССР, с 1993 года — Национального союза кинематографистов Украины, гильдии кинооператоров Украины.

## Биография
Родился 27 июня 1952 году в Ленинграде (РСФСР). 
В 1974 году закончил Киевский государственный университет им. Т. Г. Шевченко по специальности экспериментальная ядерная физика. 
В 1974 - 78 — инженер отдела атомных электростанций Киевэнерго. В 1977 году принимал участие в пуске первого энергоблока ЧАЭС.
В 1983 году с отличием закончил Киевский государственный институт театрального искусства им. И. К. Карпеко-Карого по специальности кинооператорство (мастерская Л. Прядкина, Э. Плучика).
С 1983 года начал работу кинооператором на киностудии «Киевнаучфильм», затем на других студиях Украины. 
На студии «Киевнаучфильм» снял ленты: «Зимовье на Студеной» (1986, в соавт., реж. И. Негреску), «Учитель, которого ждут» (1987, в соавт., реж. В. Хмельницкий), «Exoudos» (1987, реж. И. Негреску), «Элегия в стиле Эко» (1988, реж. И. Негреску), «Начало личности» (1988, реж. Л. Михайлевич), «Мальдивы — экология рая» (1989, реж. Д. Богданов), «Щедрый вечер» (1989, реж. А. Юнда), «Драма в Заболотье» (1989, реж. Д. Богданов), «Над Трахтемировым высоко» (1990, реж. Д. Богданов), «Воскресение мертвых» (1991, реж. Д. Богданов), «Умереть в России» (1992, реж. А. Борсюк), «Университеты милосердия» (1993, реж. В. Дерюгин) и др.
На студии «Укртелефильм» снял фильм «Я ваш новый учитель» (1993, реж. В. Хмельницкий).
В сотрудничестве с ТРК «Киев» как режиссер снял телевизионные документальные фильмы «Пища ради жизни», «Посол, аккредитованный во всем мире» (1995). 
В сотрудничестве с ISKCON снял как автор-оператор фильмы «День в Майапуре» (1996), «Ниранджана Свами. Штрихи к портрету» (1998).
В 1995 - 98 гг. — оператор Национальной образовательной программы рыночных реформ, снимал телевизионную образовательную кукольную программу «Веселый рынок» (реж. Е. Солнцев).
2000 г. — по заказу Национальной телекомпании Украины УТ-1 снял телефильм «Час, вже час» (реж. Е. Солнцев).
В 2003 - 05 гг. — оператор студии Укранимафильм, снимал анимационные фильмы режиссера О. Педана: «Никого нет дома» (2002), «Ключ» - оператор, 3D анимация (2003), «Домик для Равлика» - компьютерная обработка (2005), «Наименьший» - компьютерная обработка (2006).
2005 - 22 гг. — оператор-постановщик ТРК «Глас». Участвовал в создании более 300 документальных и просветительских фильмов и телепередач, в том числе: «Старый сон», реж. Татьяна Мельниченко, «Шире небес» (в семи частях, реж. Е. Каретник), «Жития святых», «Страницы Евангелия», «Твой компас», «Скрижали души», «Портрет»,"Летопись - эхо эпох" "Гражданская позиция", "Источник искусств", "Место под солнцем" и др.
1991 - 2018 гг. — преподаватель, доцент кафедры операторского мастерства, художественный руководитель курса Киевского государственного университета театра, кино и телевидения им. И.К. Карпенко-Карого.
Член союза кинематографистов СССР и Украины, гильдии кинооператоров Украины.
С 2013 года участник международных фотовыставок.